# Tréouergat
Tréouergat (tiếng Breton: Treouergad) là một xã của tỉnh Finistère, thuộc vùng Bretagne, miền tây bắc Pháp.